# Cultura LGBTQ em São Francisco

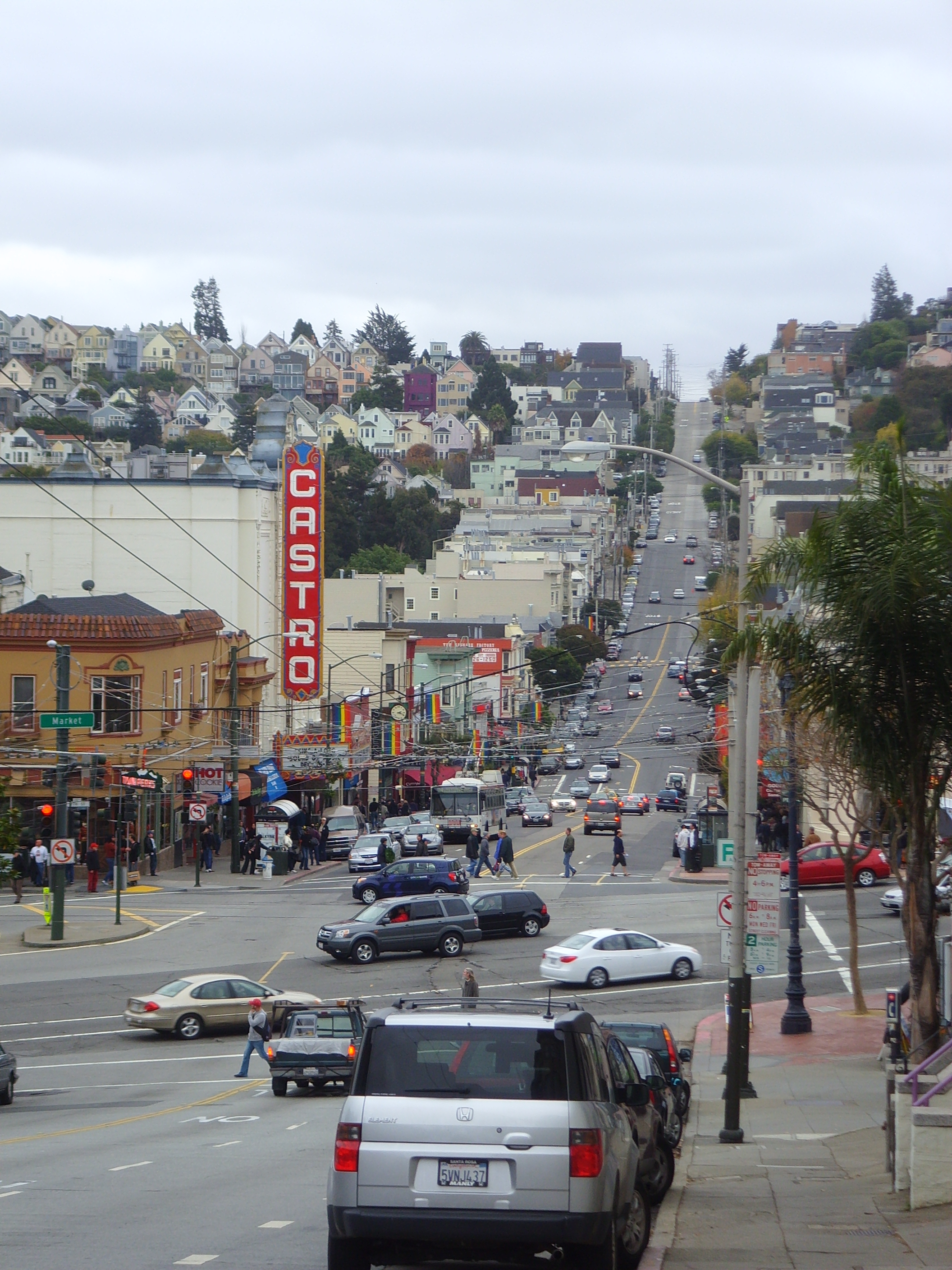
Castro, o centro da cultura LGBT em São Francisco

A comunidade de lésbicas, gays, bissexuais, transgêneros e queer (LGBTQ) em São Francisco é uma das maiores e mais destacadas dos Estados Unidos, sendo também uma das mais importantes na história dos direitos e ativismo LGBT americano [en], ao lado da cultura LGBT de Nova York [en]. A cidade é frequentemente descrita como "a cidade original 'amiga dos gays'". A Cultura LGBT também é ativa em empresas localizadas no Vale do Silício, situado na região sul da Área da Baía de São Francisco.

## História

### Século XIX
A cultura LGBT de São Francisco tem raízes na própria origem da cidade como uma vila de fronteira, descrita pela professora da Universidade Estadual de São Francisco, Alamilla Boyd, como "a história de permissividade sexual de São Francisco e sua função como uma cidade aberta – um lugar onde tudo é permitido". A descoberta do ouro na Califórnia resultou em um aumento populacional de 800 para 35.000 habitantes entre 1848 e 1850. Esses migrantes eram compostos por mineiros e aventureiros de diversas nacionalidades e culturas, sendo mais de 95% jovens homens.

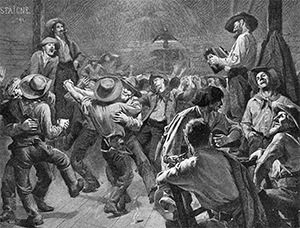
"Baile dos Mineiros," gravura de 1891 por Andre Castaigne, retratando um baile exclusivo para homens durante a Febre do Ouro de 1849 na Califórnia

Essas populações transitórias e diversificadas, inseridas em um ambiente relativamente anárquico, eram menos propensas a seguir convenções sociais. Por exemplo, com uma proporção de gênero desequilibrada, homens frequentemente assumiam papéis tradicionalmente atribuídos às mulheres em contextos sociais e domésticos. O uso de vestimentas do gênero oposto e danças entre pessoas do mesmo sexo eram comuns em bailes de máscaras da cidade, onde alguns homens adotavam o papel tradicional das mulheres, chegando a usar trajes femininos. No estudo de Clare Sears, "Arresting Dress: Cross-dressing in 19th-century San Francisco", são descritos inúmeros casos de mulheres que usavam roupas masculinas em espaços públicos para maior liberdade social e econômica, segurança e experimentação progressiva de gênero.
No final do século XIX, houve uma mudança demográfica na cidade, acompanhada de novas atitudes sociais e políticas. Campanhas antivício surgiram para combater a prostituição, junto com a criminalização de transgressões de gênero, incluindo a proibição do travestismo em 1863. Leis contra o travestismo e de decência pública continuaram a influenciar a cultura LGBT e suas interações com as forças policiais até o século XX. Essa mudança política levou a cultura queer de São Francisco a ressurgir em bares, clubes noturnos e entretenimento na Costa Bárbara [en], longe da vigilância e controle policial. Entre os anos 1890 e 1907, a Costa Bárbara, o primeiro bairro de luz vermelha de São Francisco, localizado na Avenida Pacífico, abrigava prostituição entre pessoas do mesmo sexo e artistas que se apresentavam como mulheres para clientes masculinos.

### Século XX

#### Até a Segunda Guerra Mundial - nas sombras

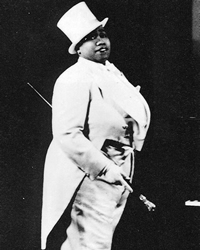
en se apresentou no clube lésbico Mona's na década de 1930

Michael Stabile, da revista Out, afirmou que o primeiro bar gay "notório" de São Francisco foi o The Dash, inaugurado em 1908. Durante a Primeira Guerra Mundial, a Marinha dos EUA iniciou a prática de "dispensa azul", que expulsava homossexuais conhecidos em cidades portuárias, contribuindo para a formação de uma comunidade de gays identificados (a dispensa azul não era confidencial) em São Francisco. A comunidade LGBT de São Francisco começou a se formar plenamente nas décadas de 1920 e 1930. A área mais proeminente na época era North Beach. O Mona's, o primeiro bar lésbico de São Francisco, foi inaugurado na Union Street em 1934, com garçonetes travestidas e apresentações da artista Gladys Bentley. Clubes noturnos com espetáculos de drag atraíam tanto públicos gays quanto heterossexuais.
Durante a Segunda Guerra Mundial, os militares dos EUA começaram a identificar e excluir homossexuais sistematicamente, e aqueles dispensados no teatro do Pacífico terminavam nos portos da Costa Oeste, principalmente no principal porto de transporte de tropas do Pacífico, Fort Mason. A vida noturna gay em São Francisco também passou por várias ondas de repressão e reorganização. Entre 1942 e 1943, a Campanha Moral de São Francisco – composta por patrulhas militares – realizou uma série de batidas visando os bares gays, com o objetivo declarado de proteger os militares de homossexuais. Chinatown, um dos locais onde visitantes gays se reuniam, também foi revistada várias vezes. Por exemplo, em 1943, a polícia invadiu o bar gay Rickshaw em Chinatown, prendendo 24 clientes e duas dúzias de frequentadores, incluindo um casal de lésbicas que tentou resistir, desencadeando um pequeno tumulto.
Todd J. Ormsbee, professor de estudos americanos na Universidade Estadual de San José, que escreveu The Meaning of Gay: Interaction, Publicity, and Community among Homosexual Men in 1960s San Francisco, afirmou que uma "cultura gay masculina um pouco mais aberta" surgiu em São Francisco devido à "segurança relativa" da cidade em comparação com outras cidades americanas e à "permissividade" na cultura local.

#### Década de 1950 - Os Beats e as primeiras organizações
A cultura Beat explodiu em São Francisco na década de 1950, caracterizada por uma rebelião contra os valores da classe média, alinhando-se, assim, à homossexualidade e outros estilos de vida fora da cultura dominante. Poetas Beat que se mudaram de Nova York para São Francisco prosperaram no ambiente permissivo da cidade, e alguns, como Allen Ginsberg, eram abertamente gays. Nesse contexto, surgiram as primeiras organizações homossexuais, como as Filhas de Bilitis (fundada em São Francisco, sendo a primeira organização de direitos civis e políticos para lésbicas nos Estados Unidos) e a Sociedade Mattachine, que, embora iniciada em Los Angeles, estabeleceu sua sede em São Francisco por volta de 1956. As batidas policiais no bar Black Cat Bar [en], que atraía uma clientela boêmia e LGBT e contava com o artista e ativista José Sarria, desencadearam uma importante batalha legal por proteções homossexuais na década de 1950.

#### Década de 1960 - São Francisco como Capital Gay e as primeiras lutas por reconhecimento
Em 1961, José Sarria tornou-se o primeiro candidato abertamente gay nos Estados Unidos a concorrer a um cargo público, candidatando-se a uma vaga no Conselho de Supervisores de São Francisco. Sarria quase venceu por padrão. No último dia para entrega de candidaturas, as autoridades municipais perceberam que havia menos de cinco candidatos para as cinco vagas disponíveis, o que garantiria um assento a Sarria. Até o final do dia, 34 candidatos haviam se inscrito. Sarria obteve cerca de 6.000 votos, surpreendendo analistas políticos e dando início à ideia de que um bloco de votação gay poderia exercer um poder real na política da cidade. Como Sarria afirmou, "A partir daquele dia, ninguém concorreu a qualquer cargo em São Francisco sem bater à porta da comunidade gay."
A Tavern Guild, a primeira associação empresarial gay dos Estados Unidos, foi criada por donos de bares gays em 1962, em resposta ao contínuo assédio policial e ao fechamento de bares gays (incluindo a batida no Tay-Bush Inn), e existiu até 1995.
O artigo de Paul Welch, publicado em junho de 1964 na revista Life, intitulado "Homosexuality In America", marcou a primeira vez que uma publicação nacional abordou questões gays. O fotógrafo da Life foi encaminhado ao bar gay da subcultura de couro chamado Tool Box, em São Francisco, por Hal Call, que trabalhava para desmistificar a ideia de que todos os homens homossexuais eram efeminados. O artigo começou com uma matéria de duas páginas mostrando um mural de homens de couro em tamanho real no bar, pintado por Chuck Arnett em 1962. O artigo descreveu São Francisco como "A Capital Gay da América" e inspirou muitos homens da subcultura de couro a se mudarem para a cidade.
A Sociedade de Direitos Individuais (SIR), fundada em São Francisco em 1964, publicava a revista Vector e, em dois anos, tornou-se a maior organização homófila dos Estados Unidos. A SIR focava na construção de comunidade, identidade pública e serviços legais e sociais.
Na véspera de 1º de janeiro de 1965, várias organizações homófilas em São Francisco, incluindo a SIR, as Filhas de Bilitis, o Conselho sobre Religião e Homossexualidade e a Sociedade Mattachine, realizaram um baile beneficente conjunto no California Hall. A polícia de São Francisco havia concordado em não interferir; no entanto, na noite do evento, a polícia apareceu em grande número, cercou o California Hall e direcionou vários holofotes para a entrada. Cada uma das mais de 600 pessoas que entravam no baile foi fotografada pela polícia. Várias viaturas policiais foram estacionadas à vista da entrada. Evander Smith, advogado das organizações que promoviam o baile, e Herb Donaldson tentaram impedir a quarta "inspeção" da noite realizada pela polícia; ambos foram presos, junto com dois advogados heterossexuais, Elliott Leighton e Nancy May, que apoiavam os direitos dos participantes do baile. No entanto, 25 dos advogados mais proeminentes de São Francisco se juntaram à equipe de defesa dos quatro, e o juiz orientou o júri a declarar os quatro não culpados antes mesmo que a defesa começasse seus argumentos no tribunal. Este evento foi chamado por alguns historiadores de "Stonewall de São Francisco"; a participação de advogados tão proeminentes na defesa de Smith, Donaldson e os outros dois advogados marcou um ponto de virada nos direitos gays na Costa Oeste dos Estados Unidos.

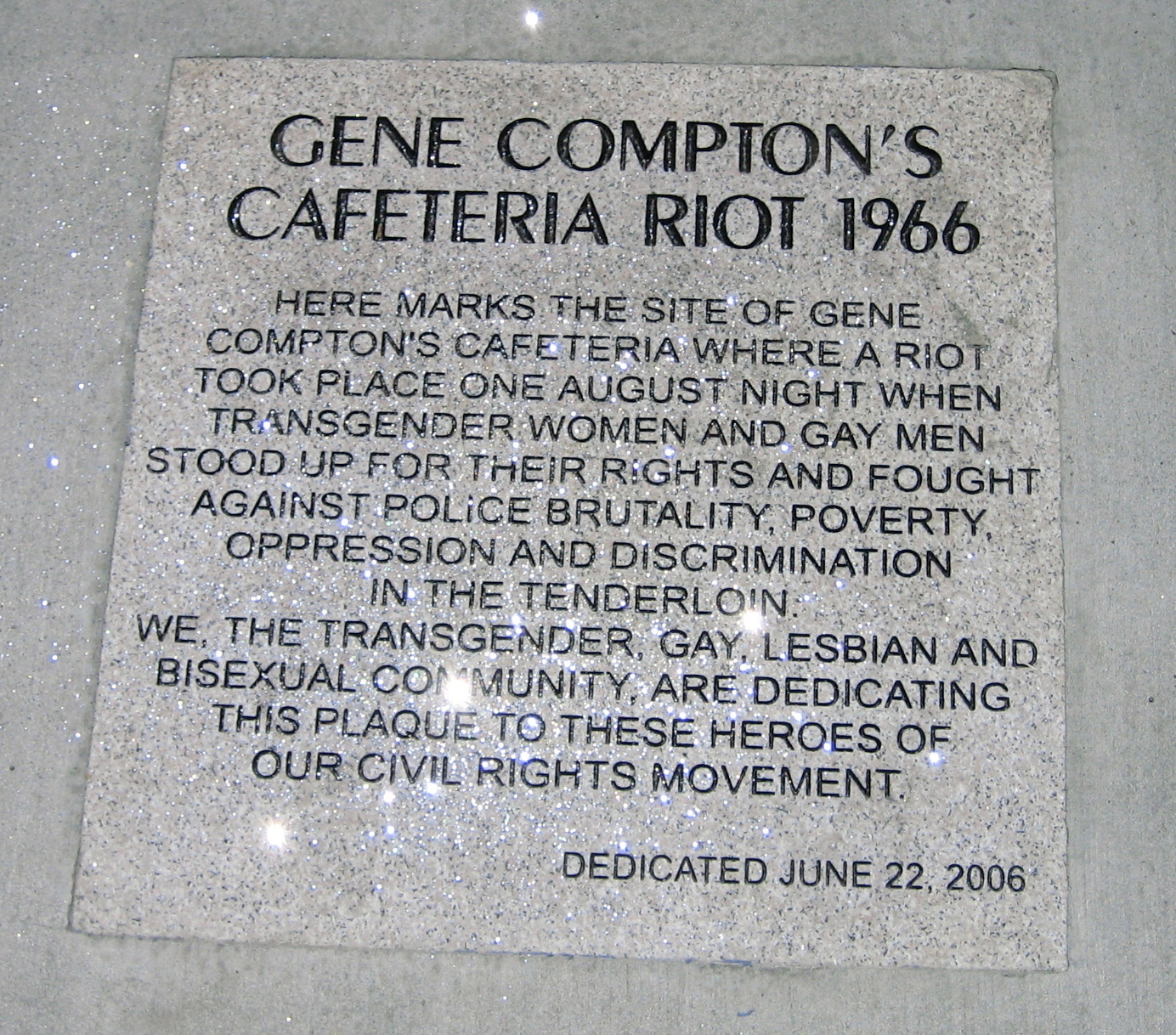
Placa em homenagem ao tumulto da Compton's Cafeteria

A Vanguard, uma organização de jovens LGBT no bairro de baixa renda Tenderloin, foi criada em 1965 e é considerada a primeira organização de Liberação Gay nos Estados Unidos.
Em 1966, a SIR abriu o primeiro centro comunitário gay e lésbico dos Estados Unidos. Também em 1966, ocorreu um dos primeiros tumultos transgêneros registrados na história dos EUA, o Motim na cafeteria de Compton [en], no bairro Tenderloin de São Francisco. Na noite seguinte ao tumulto, mais pessoas transgênero, prostitutas, moradores de rua do Tenderloin e outros membros da comunidade LGBTQ juntaram-se a um piquete na cafeteria, que não permitia a entrada de pessoas trans. A manifestação terminou com as janelas de vidro recém-instaladas sendo quebradas novamente. Segundo a enciclopédia online glbtq.com, "após o tumulto na Compton's, uma rede de serviços sociais, psicológicos e médicos para pessoas trans foi estabelecida, culminando em 1968 com a criação da National Transsexual Counseling Unit [NTCU], a primeira organização de apoio e advocacy dirigida por pares no mundo".
Uma das primeiras organizações para bissexuais, a Liga da Liberdade Sexual, foi facilitada em São Francisco por Margo Rila e Frank Esposito a partir de 1967. Dois anos depois, durante uma reunião de equipe em uma instituição de saúde mental de São Francisco que atendia pessoas LGBT, a enfermeira Maggi Rubenstein revelou-se bissexual. Como resultado, bissexuais começaram a ser incluídos nos programas da instituição pela primeira vez. O número de bares gays em São Francisco aumentou na década de 1960.

#### Década de 1970 - Liberação Gay e a ascensão do Castro
Na sequência dos Tumultos de Stonewall em Nova York, em junho de 1969, grupos em Nova York, São Francisco e outras cidades tornaram-se ativos em 1970, promovendo direitos para gays. Jornais foram criados, e paradas foram organizadas em grandes cidades para comemorar o aniversário dos tumultos. Esses esforços diversos ficaram conhecidos coletivamente como o movimento de Liberação Gay nos Estados Unidos, envolvendo principalmente gays e lésbicas.
Em 1970, grupos ativistas gays na Costa Oeste dos Estados Unidos realizaram uma marcha e um "Gay-in" em São Francisco. Em 1972, isso evoluiu para a Parada do Dia da Liberação Gay, renomeada várias vezes desde então para Parada do Orgulho de São Francisco.
A identificação de Castro como um bairro gay começou nas décadas de 1960 e 1970, à medida que pessoas LGBT começaram a se mudar para a comunidade. O primeiro bar gay a ter janelas transparentes em São Francisco foi o Twin Peaks Tavern, que removeu suas janelas escurecidas em 1972. O termo "clone do Castro" surgiu nesse bairro, quando alguns homens gays começaram a adotar um estilo de vestimenta masculino que incluía calças jeans e camisa xadrez.
Bares lésbicos e organizações femininas proliferaram na década de 1970, incluindo bares como Maud's, Peg's Place, Amelia's, Wild Side West e A Little More, além de cafés femininos, uma livraria e uma casa de banhos. Muitos negócios e organizações femininas estavam concentrados na área da rua Valencia no Distrito Mission [en].
A primeira liga de softbol gay do mundo foi formada em São Francisco em 1974, como a Liga Comunitária de Softball, que eventualmente incluiu equipes masculinas e femininas. As equipes, geralmente patrocinadas por bares gays, competiam entre si e contra o time de softbol da Polícia de São Francisco. Os moradores de São Francisco também criaram uma universidade gay, a Lavender U, e organizaram o primeiro festival de cinema gay do mundo em 1977.
Os Cockettes, um coletivo de teatro gay psicodélico iniciado por Hibiscus, foram artistas populares no início dos anos 1970. Um de seus membros, Sylvester, alcançou fama internacional durante a Era Disco.
Em 1976, Maggi Rubenstein e Harriet Levi fundaram o Centro Bissexual de São Francisco. Foi o centro comunitário bissexual mais duradouro, oferecendo aconselhamento e serviços de apoio a bissexuais da Área da Baía, além de publicar o boletim The Bi Monthly de 1976 a 1984.
Peter Adair, Nancy Adair e outros membros do Mariposa Film Group estrearam o documentário inovador sobre a saída do armário, Word Is Out: Stories of Some of Our Lives, no Teatro Castro em 1977. O filme foi o primeiro documentário de longa-metragem sobre identidade gay produzido por cineastas gays e lésbicas.

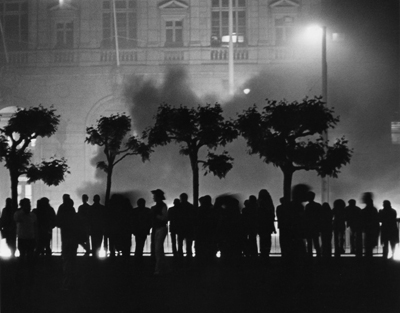
Uma sentença leve para o assassino de Harvey Milk levou a tumultos em frente à Prefeitura de São Francisco em 21 de maio de 1979

Em novembro de 1977, Harvey Milk foi eleito o primeiro político abertamente gay da cidade de São Francisco, tornando-se membro do Conselho de Supervisores de São Francisco. O Clube Democrático LGBT Harvey Milk foi fundado como Clube Democrático Gay de São Francisco em 1976 e recebeu seu nome atual em 1978, em homenagem a Harvey Milk, após seu assassinato naquele ano. Este clube era uma ramificação mais progressista do Clube Democrático Memorial Alice B. Toklas, fundado em São Francisco em 1971, que foi o primeiro clube democrático gay dos Estados Unidos. Harry Britt era presidente do clube quando Milk foi assassinado e foi nomeado pela prefeita Feinstein para suceder Milk como supervisor. Britt tornou-se o segundo político abertamente gay eleito em São Francisco, além de ser o primeiro oficial abertamente gay a se tornar Presidente do Conselho de Supervisores, aprovando legislações de parceria doméstica. Ele foi o oficial gay mais alto da cidade durante o início da epidemia de AIDS e, posteriormente, tornou-se Vice-Presidente dos Socialistas Democráticos da América.
Anne Kronenberg foi gerente de campanha de Milk durante sua campanha para o Conselho de Supervisores de São Francisco e, posteriormente, trabalhou como sua assessora enquanto ele ocupava o cargo. Em 1978, a lésbica Sally Miller Gearhart lutou ao lado de Milk para derrotar a Proposição 6 (também conhecida como "Iniciativa Briggs", patrocinada por John Briggs), que teria proibido gays e lésbicas de lecionar em escolas públicas da Califórnia. Milk foi assassinado em 27 de novembro de 1978, nos assassinatos de Moscone e Milk. Os tumultos da Noite Branca eclodiram após o perpetrador, Dan White, receber uma condenação por homicídio culposo e ser sentenciado a sete anos de prisão.
Gilbert Baker hasteou a primeira bandeira do Orgulho LGBT na Parada do Orgulho de São Francisco em 25 de junho de 1978.
O bar lésbico de São Francisco Peg's Place foi palco de um ataque em 1979 por membros fora de serviço do esquadrão de costumes de São Francisco, um evento que atraiu atenção nacional para outros incidentes de violência anti-gay e assédio policial contra a comunidade LGBT. Isso impulsionou uma proposta municipal (sem sucesso) para abolir completamente o esquadrão de costumes da cidade. Historiadores escreveram sobre o incidente ao descrever a tensão que existia entre a polícia e a comunidade LGBT no final dos anos 1970. As Irmãs da Indulgência Perpétua [en] começaram no Distrito de Castro em 1979 e, eventualmente, expandiram-se nacionalmente.

#### Décadas de 1980 e 1990 - A crise da AIDS, resposta e ativismo bissexual

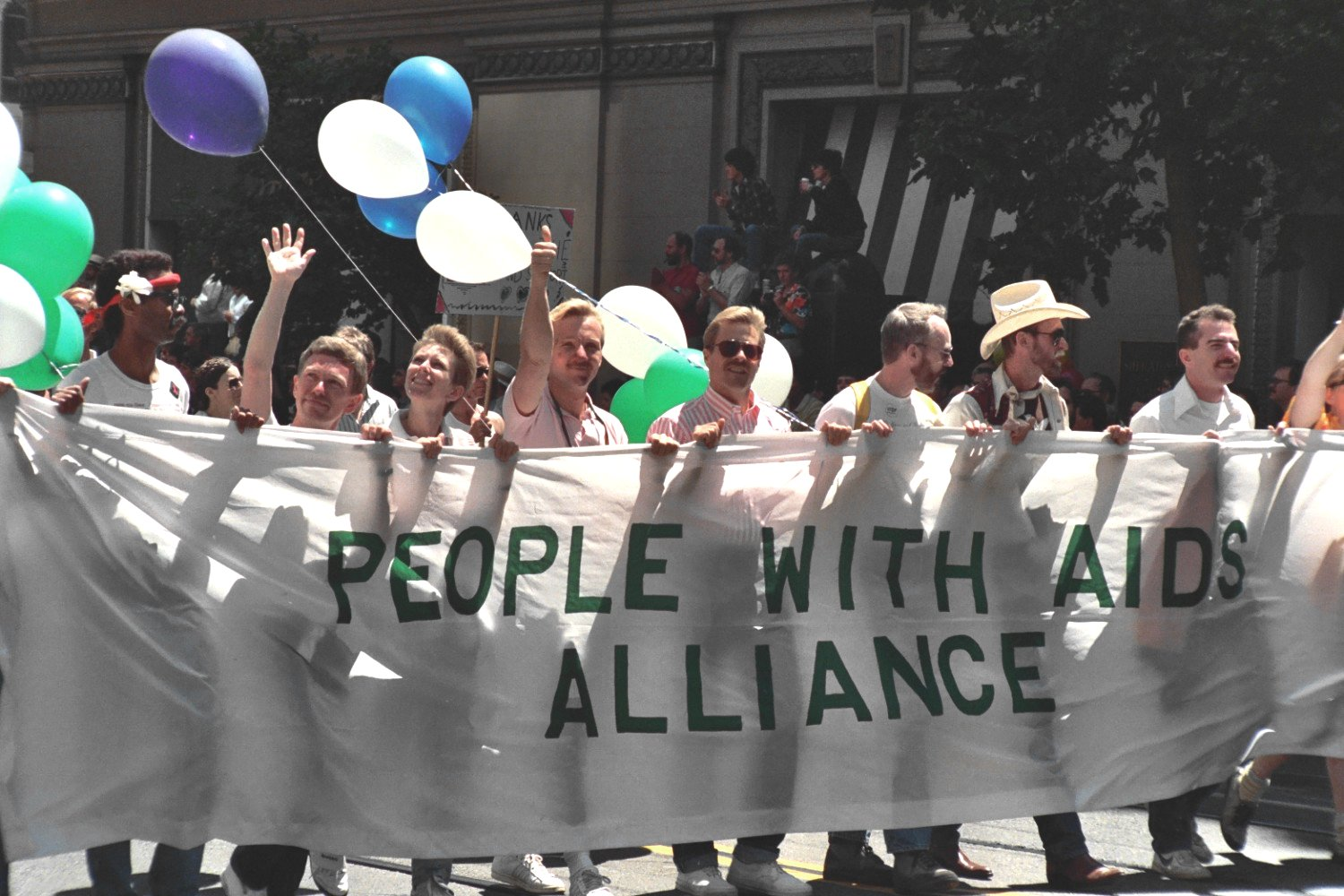
Orgulho de São Francisco 1986

A comunidade gay de São Francisco foi devastada pela epidemia de AIDS após a descoberta do vírus HIV em 1981.
No início da década de 1980, a AIDS começou a afetar a população masculina LGBT de São Francisco, com efeitos fatais que se estenderam até a década de 1990. Antes da introdução de medicamentos para tratar a AIDS, 15.548 pessoas em São Francisco morreram devido à doença, e quase 20.000 pessoas morreram nos 15 anos iniciais da crise da AIDS. As vítimas tinham obituários publicados em jornais LGBT da área de São Francisco. Randy Shilts, que também faleceu de AIDS, foi um dos principais jornalistas a cobrir a epidemia. Contratado como correspondente nacional pelo San Francisco Chronicle em 1981, Shilts tornou-se o primeiro repórter abertamente gay com uma cobertura focada em questões gays na imprensa mainstream americana. Em 1984, o ativista bissexual David Lourea conseguiu, após dois anos de campanha, convencer o Departamento de Saúde Pública de São Francisco a reconhecer homens bissexuais nas estatísticas oficiais de AIDS (no relatório semanal "Novos casos de AIDS e estatísticas de mortalidade"). Departamentos de saúde nos Estados Unidos começaram a reconhecer homens bissexuais devido a esse esforço, enquanto antes apenas homens gays eram geralmente reconhecidos. O documentário de 2011 We Were Here aborda a crise da AIDS nas décadas de 1980 e 1990 em São Francisco. Dirigido por David Weissman, o filme estreou em Los Angeles e foi exibido no Teatro Castro.
O termo LGB, referindo-se a Lésbicas, Gays e Bissexuais, começou a ser usado em meados do final da década de 1980 para indicar mais claramente a inclusão da comunidade bissexual.
Os Jogos Gays foram realizados em São Francisco em 1982 e 1986.
Em 1984, a revista On Our Backs [en] começou a ser publicada em São Francisco, apresentando erótica lésbica criada por lésbicas.
A cultura Urso começou a ser popularizada entre homens gays com a publicação da Bear Magazine em São Francisco em 1987.
A BiNet USA, a mais antiga organização nacional de bissexualidade nos Estados Unidos, foi fundada em 1990 sob o nome North American Multicultural Bisexual Network (NAMBN) e realizou sua primeira reunião em São Francisco, durante a primeira Conferência Nacional Bissexual na América. A primeira conferência, realizada em 1990 e patrocinada pela BiPOL, contou com mais de 450 participantes de 20 estados e 5 países. O prefeito de São Francisco enviou uma proclamação "elogiando a comunidade de direitos bissexuais por sua liderança na causa da justiça social" e declarou 23 de junho de 1990 como o Dia do Orgulho Bissexual.
O primeiro Eagle Creek Saloon, inaugurado na quadra 1800 da Market Street em São Francisco em 1990 e fechado em 1993, foi o primeiro bar gay de propriedade de uma pessoa negra na cidade.
A primeira Marcha Lésbica de São Francisco foi realizada em junho de 1993, e é celebrada todos os anos no último sábado de junho.

### Após 2000 - Casamento entre pessoas do mesmo sexo e conscientização transgênero
A primeira década do novo século trouxe uma nova conscientização sobre a identidade transgênero em São Francisco, com a realização da primeira marcha do orgulho trans em 2004 e marcou vários eventos legais importantes no movimento pelo casamento entre pessoas do mesmo sexo na Califórnia, desencadeados pela decisão do prefeito de São Francisco, Gavin Newsom, em 2004, de permitir que a prefeitura concedesse licenças de casamento a casais do mesmo sexo.

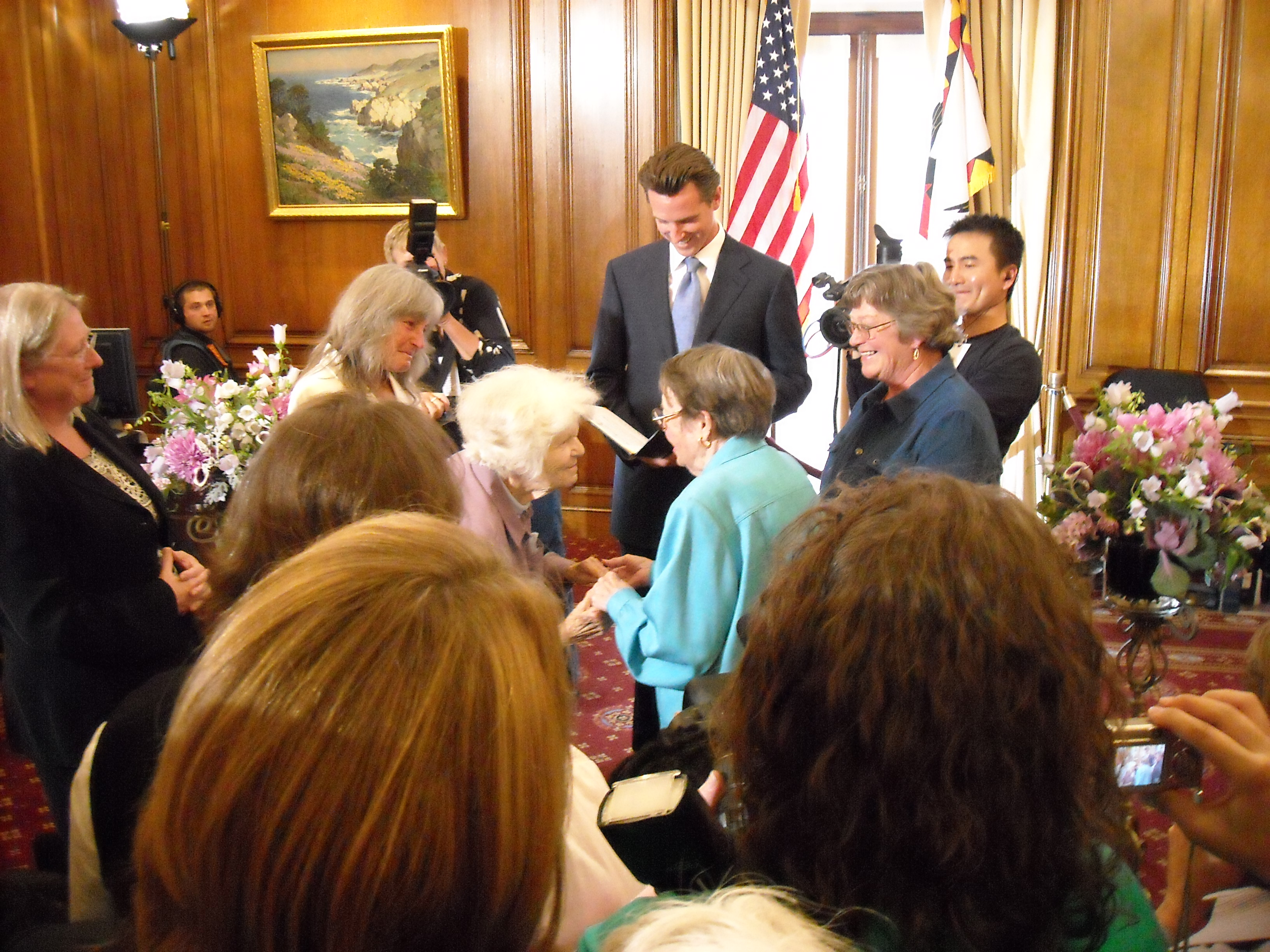
As ativistas Del Martin e Phyllis Lyon foram casadas em São Francisco em 2004

Del Martin e Phyllis Lyon tornaram-se o primeiro casal do mesmo sexo a se casar legalmente nos Estados Unidos em 2004, No entanto, todos os casamentos entre pessoas do mesmo sexo realizados em 2004 na Califórnia foram anulados em 2008 pela Proposição 8 da Califórnia, que revogou uma decisão da Suprema Corte da Califórnia de maio de 2008 que concedia aos casais do mesmo sexo o direito de se casar (os casamentos realizados entre junho e novembro de 2008 não foram anulados). Os casamentos entre pessoas do mesmo sexo foram suspensos até 2013, quando a Suprema Corte dos EUA os legalizou novamente em Hollingsworth v. Perry.
Em 2004, a Marcha Trans de São Francisco [en] foi realizada pela primeira vez. Desde então, ocorre anualmente, sendo o maior evento de orgulho transgênero de São Francisco e um dos maiores eventos trans do mundo.

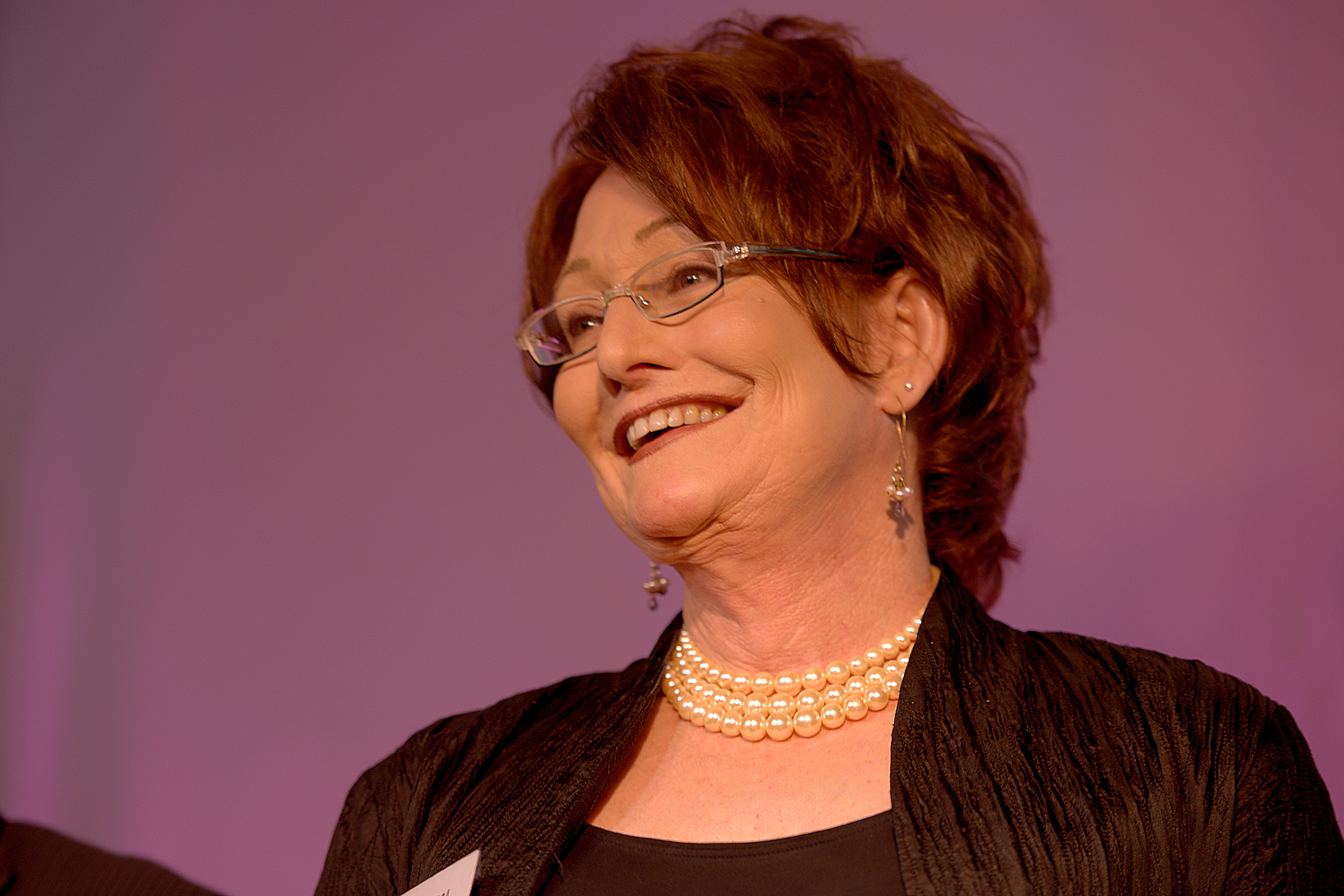
Theresa Sparks, presidente transgênero da Comissão de Polícia, 2010

Em 2007, Theresa Sparks [en] foi eleita presidente da Comissão de Polícia de São Francisco por um único voto, tornando-se a primeira pessoa abertamente transgênero a presidir qualquer comissão de São Francisco, bem como a mais alta autoridade transgênero da cidade.

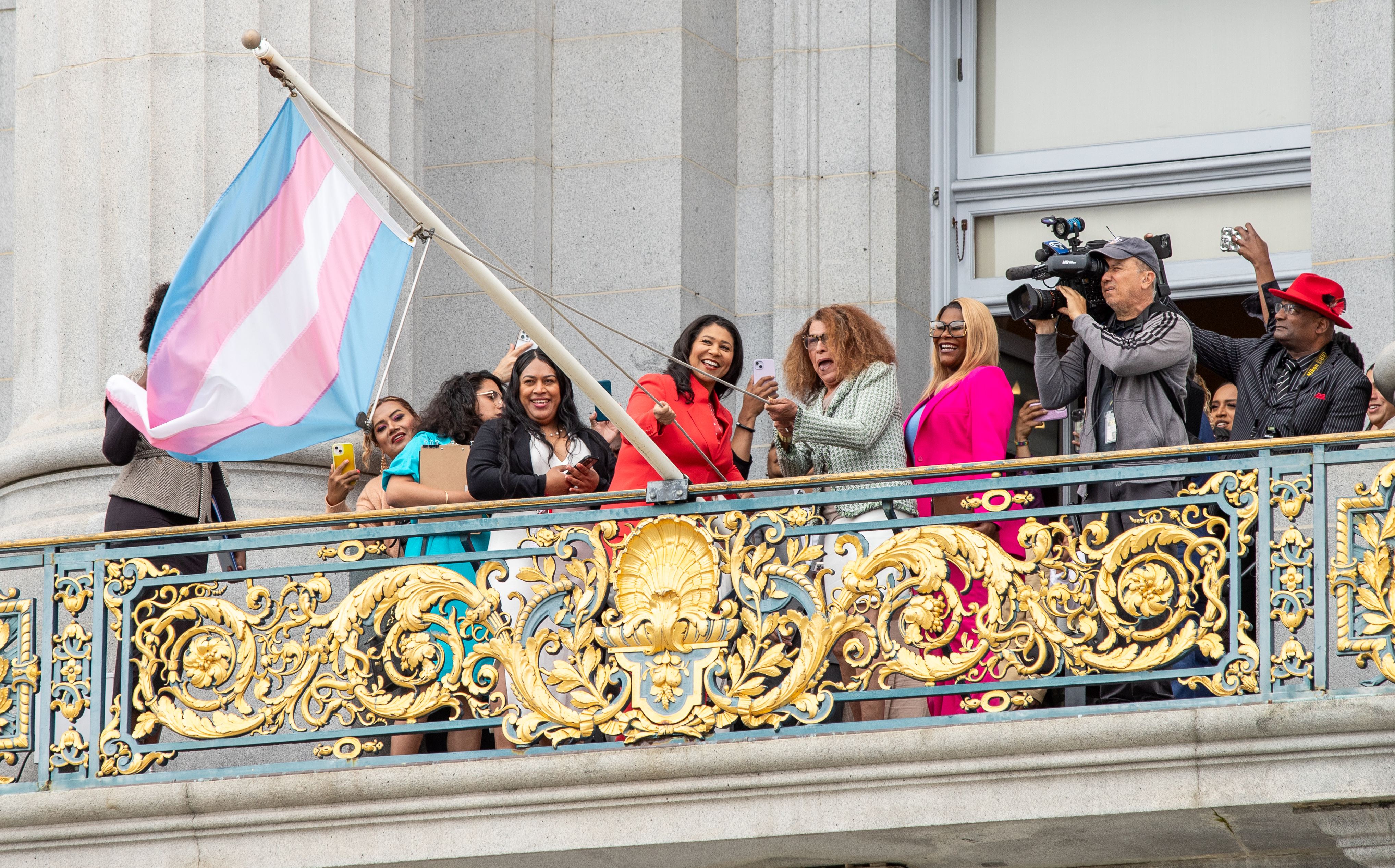
A prefeita London Breed e a ativista trans Donna Personna hasteiam a bandeira do orgulho trans em frente à Prefeitura de São Francisco, 2023.

Em 2011, a Comissão de Direitos Humanos de São Francisco publicou um relatório sobre visibilidade bissexual, intitulado Bisexual Invisibility: Impacts and Regulations; foi a primeira vez que um órgão governamental publicou tal relatório.
Em 2013, o membro do Conselho de Supervisores de São Francisco David Campos iniciou uma campanha para renomear o Aeroporto Internacional de São Francisco em homenagem a Harvey Milk.
Pete Kane, do SF Weekly, afirmou em 2014 que a assimilação à sociedade mainstream, "o deslocamento devido ao custo de vida explosivo e a atomização diante do sexo acessível por dispositivos móveis" são tendências que têm o potencial de diminuir a "comunidade LGBT", e que esses impactos são "sentidos de forma mais aguda" em São Francisco.
Em 2016, o Conselho de Supervisores de São Francisco aprovou uma lei, de autoria de Scott Wiener [en], que proíbe a cidade de fazer negócios com empresas sediadas em estados como Carolina do Norte, Tennessee e Mississippi, que proíbem proteções de direitos civis para pessoas LGBT.
Em 2017, o Distrito Cultural Transgênero de Compton no Tenderloin tornou-se o primeiro distrito transgênero legalmente reconhecido no país.
Em 2019, Jeanine Nicholson, que é gay, tornou-se a primeira chefe de bombeiros abertamente LGBT de São Francisco.
Em 2019, o membro do Conselho de Supervisores de São Francisco Rafael Mandelman [en] foi autor de uma ordenança para criar o Distrito Cultural LGBTQ do Castro, que foi aprovada por unanimidade.
Em 2021, São Francisco reconheceu oficialmente agosto como o Mês da História Transgênero, tornando-se a primeira cidade do país a fazer tal declaração.

## Organizações e instituições comunitárias
A Filhas de Bilitis (DOB) foi fundada em São Francisco em 1955 por quatro casais de lésbicas (incluindo Del Martin e Phyllis Lyon) e foi a primeira organização política e social nacional de lésbicas nos Estados Unidos.
A Sociedade Mattachine transferiu sua sede de Los Angeles para São Francisco na década de 1950.
O Clube Democrático Memorial Alice B. Toklas, uma organização centrista do Partido Democrata voltada para a comunidade LGBT, foi fundado por volta de 1971.
Em 1975, a Aliança Gay Latina (GALA) foi fundada em São Francisco, motivada pelo interesse em criar um carro alegórico latino para a Parada do Orgulho Gay de São Francisco. Foi uma das primeiras organizações gays latinas nos Estados Unidos e estava situada no bairro Mission de São Francisco. O grupo foi criado em resposta à falta de foco em interseccionalidade na comunidade gay de São Francisco. A aliança arrecadava fundos por meio de bailes e outros eventos e doava o dinheiro para campanhas políticas de base. Uma de suas fundadoras, Diane Felix, também cofundou várias organizações queer, incluindo a Comunidade unida em resposta à AIDS/SIDA (CURAS) em 1981 e o Projeto ContraSIDA por Vida em 1993.
O Projeto ContraSIDA por Vida é uma organização comunitária de prevenção ao HIV no bairro Mission. Participantes e funcionários notáveis incluem Adela Vazquez, a primeira coordenadora de extensão trans latina do Projeto.
Em 1983, a BiPOL, a primeira e mais antiga organização política bissexual, foi fundada em São Francisco por ativistas bissexuais Autumn Courtney, Lani Ka'ahumanu, Arlene Krantz, David Lourea, Bill Mack, Alan Rockway e Maggi Rubenstein. Em 1984, a BiPOL patrocinou o primeiro comício pelos direitos bissexuais, fora da Convenção Nacional Democrata em São Francisco. O comício contou com nove oradores de grupos de direitos civis aliados ao movimento bissexual.
Em 1987, a Rede Bissexual da Área da Baía, o maior e mais antigo grupo bissexual da Área da Baía de São Francisco, foi fundada por Lani Ka'ahumanu, Ann Justi e Maggi Rubenstein.
A mais antiga organização nacional de bissexualidade nos Estados Unidos, BiNet USA, foi fundada em 1990. Originalmente chamada North American Multicultural Bisexual Network (NAMBN), teve sua primeira reunião na primeira Conferência Nacional Bissexual na América. Essa primeira conferência, realizada em São Francisco em 1990 e patrocinada pela BiPOL, contou com mais de 450 participantes de 20 estados e 5 países. O prefeito de São Francisco enviou uma proclamação "elogiando a comunidade de direitos bissexuais por sua liderança na causa da justiça social" e declarou 23 de junho de 1990 como o Dia do Orgulho Bissexual.
Entre as décadas de 1970 e 1980, a comunidade asiático-americana LGBT começou seu movimento, estabelecendo várias organizações de gays e lésbicas asiático-americanas em São Francisco. A Aliança Gay do Pacífico Asiático foi uma das organizações que liderou movimentos para que asiáticos-americanos queer se opusessem ao racismo e ao sexismo. Em suas atividades subsequentes, eles geriram um programa de HIV para pessoas queer, especialmente queer de cor. Em 1994, a Aliança Gay do Pacífico Asiático e a Asian Pacific Sister participaram do Desfile de Ano Novo Chinês, marcando a primeira vez que comunidades asiático-americanas queer participaram de uma atividade étnica pública.
A Sociedade Histórica GLBT, fundada em 1985, mantém um dos maiores arquivos de materiais relacionados à comunidade LGBT do mundo. Desde 2011, também opera o Museu de História GLBT no bairro Castro.
A Associação Empresarial Golden Gate é uma versão LGBT da tradicional câmara de comércio. A organização de empreendedorismo LGBT StartOut também está sediada na cidade. A Bay Area Career Women é um grupo de desenvolvimento profissional para lésbicas.
O Centro Comunitário LGBT de São Francisco está localizado em São Francisco. A significativa população LGBT levou alguns editores a aplicarem o apelido San Fagcisco à cidade, enquanto os habitantes receberam o demônimo San Fagciscan. Blow Buddies foi a maior casa de banhos gay da cidade, dedicada ao fellatio, antes de fechar permanentemente em 2020. Em 2022, uma nova administração anunciou planos para criar um novo espaço de entretenimento no Teatro Castro.
Em 2023, pela primeira vez, os organizadores da parada do Orgulho de São Francisco começaram a solicitar doações para manter a parada financeiramente viável. Em junho de 2023, o Conselho de Supervisores de São Francisco votou contra a preservação dos assentos do deteriorado Teatro Castro, aproximando-se da permissão para que a empresa Another Planet Entertainment iniciasse a renovação da estrutura em decadência, incluindo a substituição dos assentos existentes por um arranjo mais moderno.

## Demografia
Na década de 1970, a população masculina gay da cidade aumentou de 30.000 no início da década para 100.000 em uma cidade de 660.000 habitantes ao final dela.
Em 1993, Stephen O. Murray, em "Components of Gay Community in San Francisco," escreveu que a maioria dos residentes LGBT de São Francisco veio de outras cidades e havia "sido assumido" em outras cidades. Uma pesquisa Gallup de 2015 constatou que 6,2% dos habitantes da área metropolitana de San Francisco-Oakland-Hayward se identificavam como LGBT, a maior proporção de qualquer área metropolitana nos Estados Unidos. Na própria cidade de São Francisco, uma pesquisa de 2006 revelou que 15,4% de seus habitantes se identificavam como LGBT. No 8º Distrito Congressional dos EUA, que abrange os eleitores de São Francisco, 16,6% dos adultos se identificam como LGBT.
De acordo com uma pesquisa de 2013, 29% dos moradores de rua de São Francisco se identificam como LGBT.

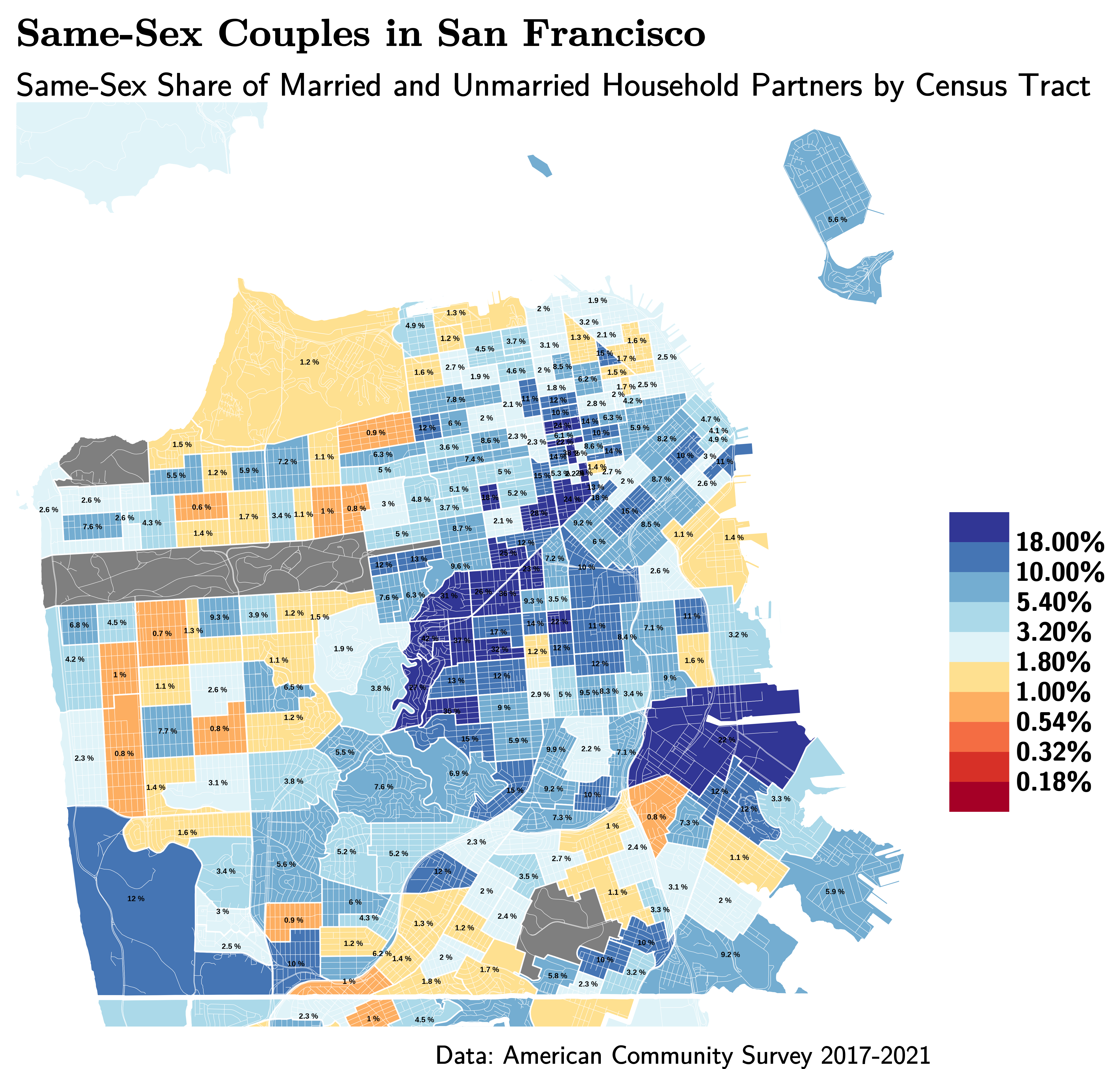
Mapa de Casais do Mesmo Sexo em São Francisco

## Bairros

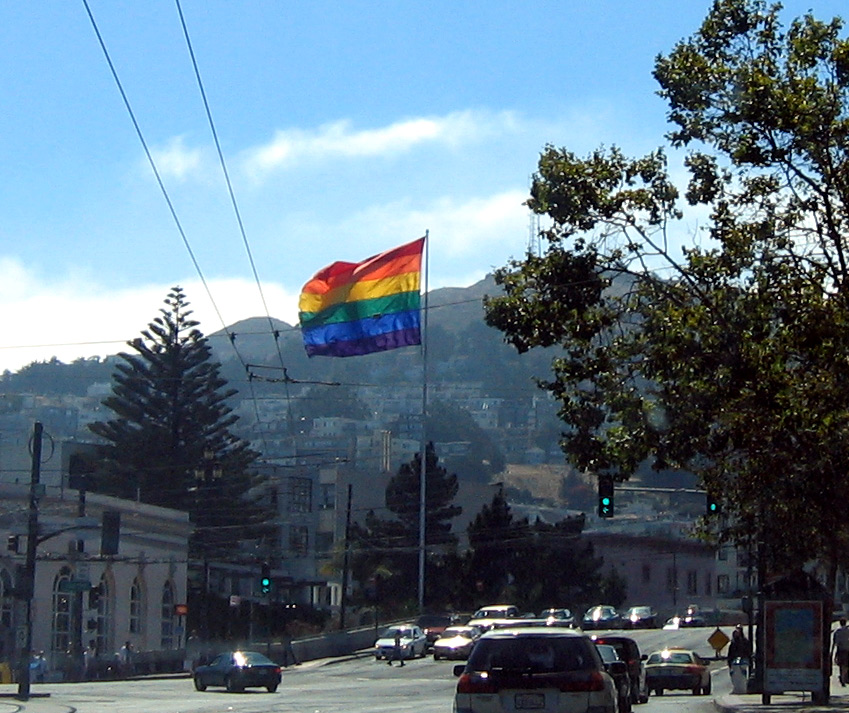
Bandeira do Orgulho Gay acima da Harvey Milk Plaza no bairro Castro

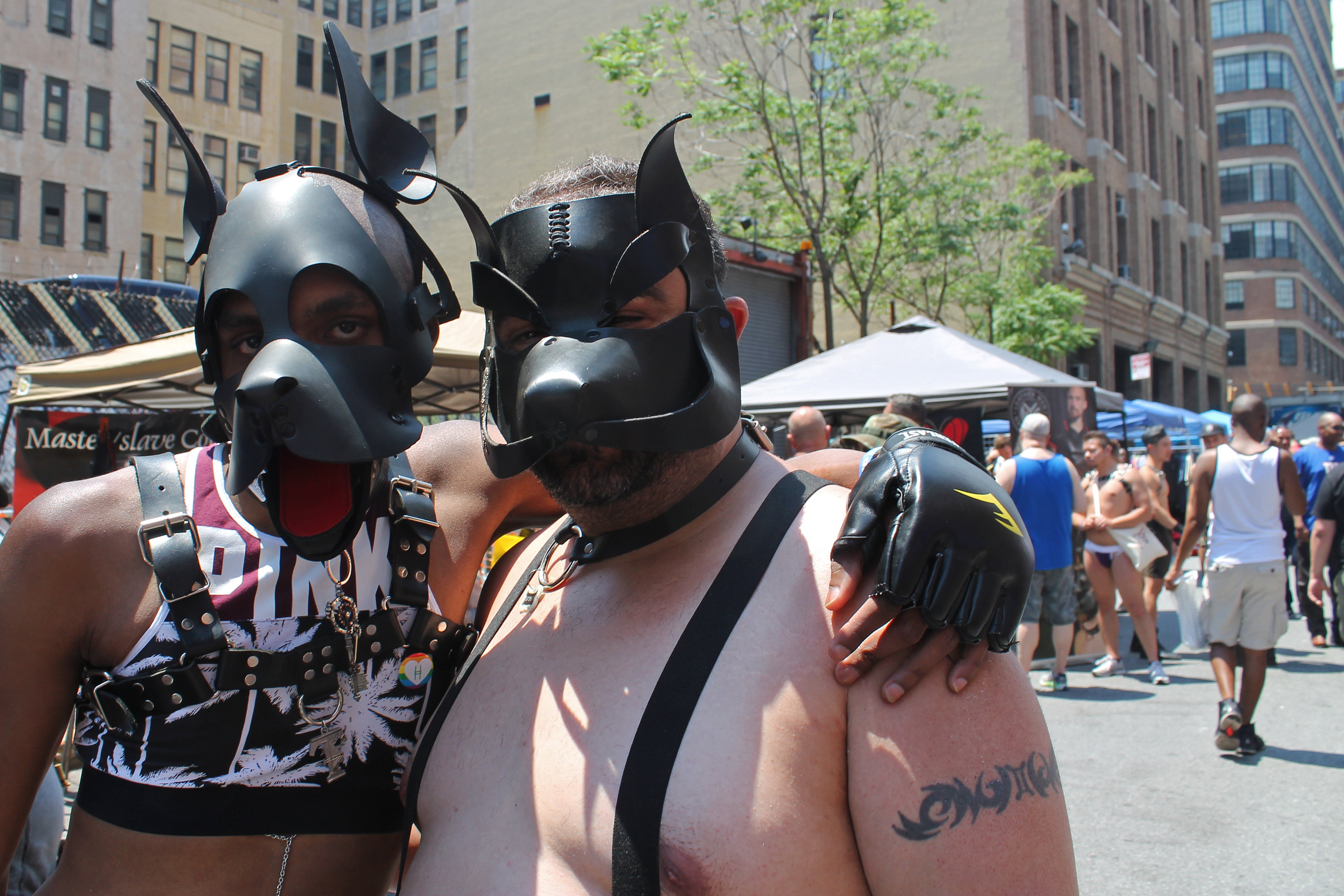
Feira da Rua Folsom

Nas décadas de 1920 e 1930, a área mais proeminente para a comunidade LGBT era North Beach. Polk Gulch foi um bairro gay popular das décadas de 1950 até os anos 1980, hospedando a original feira de rua de Halloween [en], que mais tarde foi transferida para o Castro. A rua Folsom abrigava os primeiros bares de subcultura do couro, e ainda sedia a feira de rua e evento gastronômico anual da subcultura leather, realizada em setembro, a Feira da Rua Folsom [en]. Em 1977, uma grande parte da comunidade LGBT estava concentrada na área da rua Market [en] superior e Haight-Ashbury.
O bairro Castro é o mais conhecido como um bairro gay. Isso começou nas décadas de 1960 e 1970, quando pessoas LGBT começaram a se mudar para a comunidade. Foi onde Harvey Milk tinha sua loja de câmeras e realizou grande parte de sua organização na década de 1970. O bairro agora conta com bandeiras do orgulho arco-íris permanentes, um Museu de História LGBT e uma Calçada da Fama com nomes de pessoas LGBT notáveis inscritos na calçada. Embora o Castro tenha mantido sua identidade, em 2014, Spencer Michels, do PBS Newshour, afirmou que o Castro havia se tornado "um pouco mais heterossexual, uma rua comercial ligeiramente sofisticada".
O Mission tem sido, por muito tempo, um bairro com uma forte presença queer latina, abrigando o primeiro bar gay latino em São Francisco, Esta Noche [en], junto com outros bares gays latinos como La India Bonita e El Rio. O Mission também foi lar do Projeto ContraSIDA por Vida, uma organização latina de prevenção ao HIV. Lésbicas, latinas e não latinas, foram particularmente atraídas por esse bairro na década de 1980; ele abrigou vários bares lésbicos, um Centro de Mulheres, cafeterias, uma livraria e uma casa de banhos exclusiva para mulheres.
A Chinatown de São Francisco também é um local intimamente relacionado à cultura LGBT, onde sua história com a sexualidade começou com o desenvolvimento da indústria sexual em meados do século XIX. Em meados do século XX, com o aumento do número de casas noturnas e bares gays em Chinatown, o bairro tornou-se o ponto mais famoso para o turismo sexual, atraindo clientes LGBT de todo o mundo. Em 1994, a Aliança Gay do Pacífico Asiático e as Irmãs do Pacífico Asiático participaram inicialmente do Desfile de Ano Novo Chinês em Chinatown, marcando a primeira vez que a sociedade chinesa-americana aceitou publicamente organizações LGBT asiático-americanas.

## Cultura e recreação

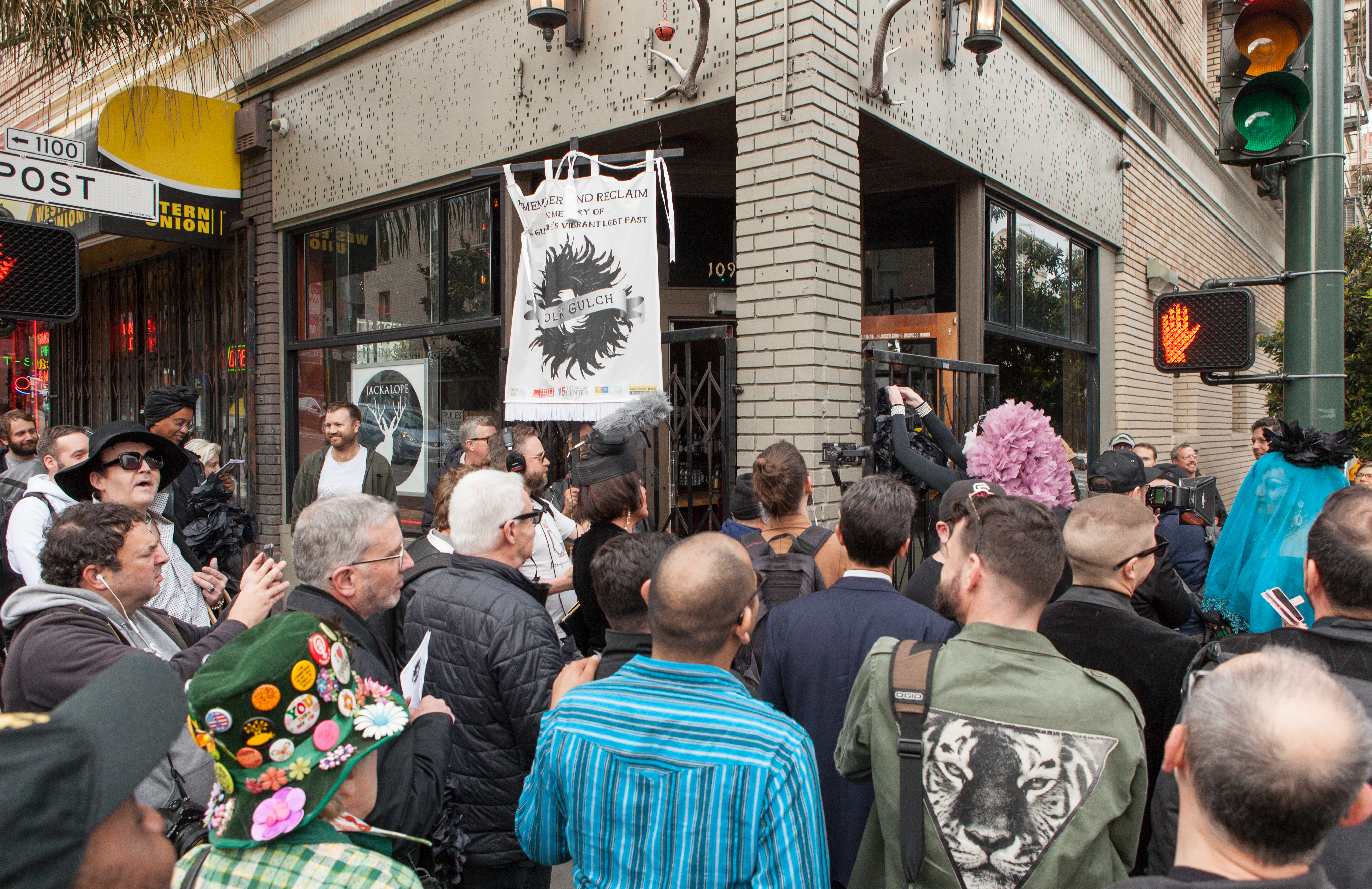
Uma multidão observa Sister Roma, das Irmãs da Indulgência Perpétua, pendurar uma coroa no local de um antigo bar gay durante a Marcha para Lembrar e Reivindicar o Espaço Queer em Polk Gulch, março de 2018

Bares gays e bares lésbicos tornaram-se centros comunitários LGBT e locais onde os residentes LGBT tinham visibilidade pública. Michael Stabile, da Out, afirmou que o primeiro bar gay "notório" foi o The Dash, inaugurado em 1908. O número de bares gays em São Francisco aumentou na década de 1960. Em 1973, havia 118 bares gays listados nas Páginas Amarelas Gays de São Francisco; em 2011, esse número caiu para 33. O primeiro bar gay a ter janelas transparentes foi o Twin Peaks Tavern, que removeu suas janelas escurecidas em 1972. O primeiro bar gay latino foi Esta Noche, em 1979. Em 2014, Pete Kane afirmou que, à medida que os direitos e a cultura do mesmo sexo se tornaram mainstream, alguns bares gays na cidade fecharam devido à gentrificação ou se tornaram "pós-gays". Mais importante ainda, a perda rápida de dezenas de milhares de homens gays em São Francisco durante o auge da epidemia de HIV/AIDS contribuiu significativamente para o fechamento de muitos bares gays na cidade.
Apesar de ser conhecida como uma das "meca" LGBTQ dos Estados Unidos, São Francisco tem uma grave escassez de espaços de convivência designados para lésbicas em comparação com os homens gays. Estabelecimentos voltados para lésbicas sempre enfrentaram dificuldades para se manter abertos. The Lexington Club [en], o último bar majoritariamente lésbico popular em São Francisco, fechou em 2015.
Na década de 1970, jogos de softball tornaram-se uma forma popular de recreação para homens gays e lésbicas, com equipes patrocinadas por bares competindo entre si e contra a polícia de São Francisco. Ligas atléticas LGBTQ em esportes além do softbol tornaram-se igualmente populares entre a população LGBTQ da cidade.
O Beco da História do Couro de South of Market consiste em quatro obras de arte ao longo do Beco Ringold, homenageando a cultura do couro; foi inaugurado em 2017. As quatro obras de arte são: pedras verticais gravadas que homenageiam instituições comunitárias de couro, incluindo a Feira da Rua Folsom e marcações no pavimento com a bandeira do orgulho do couro, uma pedra de granito preto gravada com uma narrativa de Gayle Rubin, uma imagem da estátua "Leather David" de Mike Caffee, e uma reprodução do mural de 1962 de Chuck Arnett que estava no Tool Box (um bar gay de couro), e pegadas de metal ao longo da calçada que homenageiam 28 pessoas importantes para as comunidades de couro de São Francisco.
O Festival Nacional de Artes Queer e o Frameline, este último sendo o maior e mais antigo festival de cinema LGBT, são realizados em São Francisco. A cidade também abriga o Festival de Cinema Transgênero de São Francisco, o mais antigo festival de cinema transgênero do mundo.
Harvey Milk fundou a Feira da Rua Castro. Outros eventos incluem a Parada do Orgulho de São Francisco, a Feira da Rua Folsom e o Sábado Rosa.
O Coro de Homens Gays de São Francisco [en] e o Coro Queer de São Francisco são ambos baseados na cidade.
A Banda da Liberdade Lésbica/Gay de São Francisco é a primeira organização musical abertamente gay do mundo. Em 2018, o Conselho de Supervisores designou-a oficialmente como a banda oficial de São Francisco.
O Museu da Sociedade Histórica GLBT está localizado no bairro Castro.

## Mídia
Os jornais voltados para a comunidade LGBT na área são o Bay Area Reporter, o San Francisco Bay Times e o San Francisco Sentinel [en]. Revistas voltadas para lésbicas publicadas na cidade incluem Curve e Girlfriends.
O crescimento da população LGBT levou alguns editores a aplicarem o apelido San Fagcisco à cidade, enquanto os habitantes receberam o demônimo San Fagciscan.

## Política

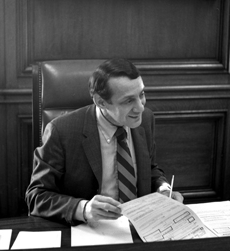
Harvey Milk, o primeiro político abertamente gay de São Francisco, 1978.

São Francisco tem uma participação aberta de identidades LGBT em seu sistema político. Em 2012, William Harless, do PBS Newshour, afirmou que "a cena política gay em São Francisco [é] ainda uma exceção".
Em novembro de 1977, Harvey Milk foi eleito o primeiro político abertamente gay da cidade de São Francisco, tornando-se membro do Conselho de Supervisores de São Francisco. O Clube Democrático LGBT Harvey Milk foi fundado como Clube Democrático Gay de São Francisco em 1976 e recebeu seu nome atual em 1978 em homenagem a Harvey Milk após seu assassinato. Este clube foi um desdobramento mais progressista do Clube Democrático Memorial Alice B. Toklas, fundado em São Francisco em 1971, o primeiro clube democrata gay dos Estados Unidos. Harry Britt era presidente do clube quando Milk foi assassinado e foi nomeado pela prefeita Dianne Feinstein para suceder Milk como supervisor. Britt tornou-se o segundo oficial eleito abertamente gay em São Francisco, além de ser o primeiro oficial abertamente gay a se tornar presidente do Conselho de Supervisores, redigindo e aprovando legislação de parceria doméstica. Ele foi o oficial gay eleito mais alto na cidade durante o início da epidemia de AIDS e, mais tarde, tornou-se vice-presidente dos Socialistas Democráticos da América.
Anne Kronenberg, que era abertamente lésbica, foi gerente de campanha de Milk durante sua campanha para o Conselho de Supervisores de São Francisco e, posteriormente, trabalhou como sua assessora enquanto ele ocupava o cargo. Em 1978, a lésbica Sally Miller Gearhart lutou ao lado de Milk para derrotar a Proposição 6 (também conhecida como "Iniciativa Briggs" por ser patrocinada por John Briggs), que teria proibido gays e lésbicas de lecionar em escolas públicas da Califórnia. Milk foi assassinado em 27 de novembro de 1978, nos assassinatos de Moscone-Milk. Distúrbios eclodiram após o perpetrador, Dan White, receber uma condenação por homicídio culposo e ser sentenciado a sete anos de prisão.
Tanto o Clube Democrático Memorial Alice B. Toklas quanto o Clube Democrático LGBT Harvey Milk arrecadam fundos durante os cafés da manhã do Orgulho Alice, realizados anualmente em junho e frequentados pelo prefeito de São Francisco e outros políticos locais. Em 2012, membros da campanha de reeleição de Barack Obama compareceram ao café da manhã. Em 2014, Lynn Rapoport, do San Francisco Bay Guardian [en], afirmou que em São Francisco havia "possivelmente até alguns Republicanos da Cabana de Toras".

### Proposição 8
A participação política a favor e contra a Proposição 8 da Califórnia, que buscava proibir o casamento gay, dependia de raça, idade, nível de educação e afiliação religiosa; havia bairros de alta renda que votaram a favor da proposição e bairros de alta renda que votaram contra. Pessoas mais fortemente religiosas tinham maior probabilidade de votar a favor da proposição. Brancos tinham menor probabilidade de apoiar a Proposição 8, enquanto negros e asiáticos votaram mais fortemente a favor dela. Pessoas com diploma universitário votaram majoritariamente contra a proposição, enquanto aqueles com apenas ensino médio votaram majoritariamente a favor. O grupo etário de 18 a 29 anos votou fortemente contra a Proposição 8, enquanto o grupo de 60 anos ou mais votou fortemente a favor. O diretor do Comitê de Educação de Eleitores Chinese-Americanos (CAVEC; chinês tradicional: 華裔選民教育委員會, pinyin: Huáyì Xuǎnmín Jiàoyùwěiyuánhuì) David Lee (chinês: 李志威, pinyin: Lǐ Zhìwēi) afirmou que imigrantes que estavam em São Francisco há mais de dez anos votaram majoritariamente contra a proposição, enquanto aqueles que estavam na cidade há menos de dez anos votaram majoritariamente a favor.
Em 2008, dos 580 distritos eleitorais em São Francisco, todos, exceto 54, votaram contra a Proposição 8. Bairros que votaram fortemente contra a Proposição 8 incluíram Laurel Heights, Marina e Mission Bay. O distrito eleitoral do Distrito Mission ao redor da Estação BART da Rua 24 teve cerca de 20% de votos a favor da Proposição 8. Cerca de 24% dos eleitores em Sea Cliff votaram a favor da Proposição 8, e a porcentagem dos que votaram a favor em St. Francis Wood foi de 35%. No Castro, apenas 3% dos eleitores votaram a favor da Proposição 8.
Áreas que votaram com mais de 50% a favor da Proposição 8 incluíram partes de Bayview-Hunters Point [en], o Excelsior [en], comunidades ao redor do Lago Merced [en] e Visitacion Valley. Alguns residentes de Visitacion Valley afirmaram que não queriam que seus filhos aprendessem sobre casamento gay na escola; eles acreditavam erroneamente que a medida proibiria as crianças de aprenderem sobre casamento gay na escola. Outros residentes de Visitacion Valley citaram suas crenças religiosas. Chinatown [en] estava entre as áreas que mais votaram a favor da Proposição 8; David Lee afirmou que a campanha Yes on 8 levou muitos eleitores falantes de chinês a votar a favor da proposição por meio de anúncios em jornais chineses locais. As áreas com as maiores porcentagens de votos a favor estavam em partes de Chinatown e Downtown, com 65% a favor. As partes de Downtown incluíam os condomínios do Four Seasons Hotel, San Francisco e da St. Regis Museum Tower, além de outros quarteirões ao redor da Bloomingdale's. O consultor político David Latterman afirmou que os residentes dessa área haviam se mudado recentemente para São Francisco e estavam menos conectados à cidade em comparação com aqueles em outras áreas ricas.

## Na ficção
As séries Tales of the City [en] e Looking retratam a cultura LGBT em São Francisco.
O romance Valencia, de Michelle Tea, explora a cultura lésbica do bairro Mission na década de 1990.
O romance A Horse Named Sorrow, de Trebor Healey, é ambientado em São Francisco nas décadas de 1980 e 1990.
A série de romances de mistério Emma Victor, de Mary Wings [en], é sobre uma detetive particular lésbica de São Francisco.
No filme de 2015 da Pixar, Divertida Mente, a cultura LGBT é referenciada por Raiva ao mencionar que viu alguém em São Francisco que se assemelha a um urso.

## Pessoas notáveis

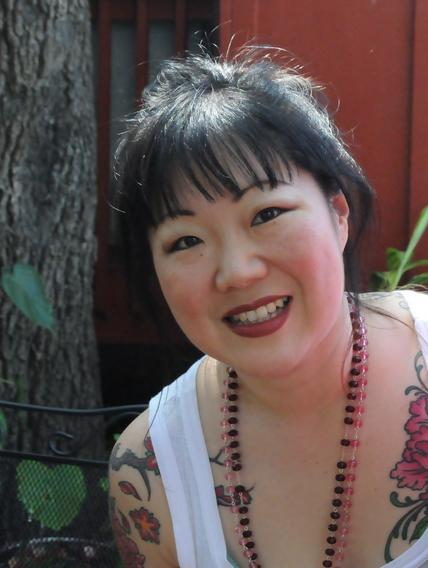
Margaret Cho, comediante bissexual nativa de São Francisco, 2009

- Gilbert Baker, artista e criador da bandeira arco-íris;[146]
- Bobbi Campbell, ativista contra a AIDS;[171]
- Margaret Cho, comediante bissexual e nativa de São Francisco;[172]
- Lea DeLaria, comediante, atriz e musicista cuja carreira começou em São Francisco;[173]
- Jim Foster, ativista;[174]
- Sally Miller Gearhart, ativista;[175]
- Del Martin e Phyllis Lyon, ativistas lésbicas;[70]
- Armistead Maupin, autor de Tales of the City;[166]
- Pat Norman, ativista;[176]
- Bradford Shellhammer [en], empreendedor, cofundador do Fab, Bezar e editor fundador do Queerty;[177]
- Randy Shilts, escritor e repórter do San Francisco Chronicle e The Advocate;
- Theresa Sparks, diretora executiva transgênero da Comissão de Direitos Humanos de São Francisco;[93]
- Rikki Streicher [en], empresária, ativista, dona de taverna, promotora de softbol gay, cofundadora dos Jogos Gays;[178]
- Sylvester, cantor que começou sua carreira em São Francisco;[48]
- Michelle Tea, autora do romance lésbico de São Francisco Valencia;[167]
- Carol Queen, autora, editora, socióloga e sexóloga bissexual;[179]
- Adela Vazquez, ativista trans cubana, gerente de casos de HIV, coordenadora do Programa de Educação e Prevenção de AIDS Latino;[180]
- Heklina, também conhecida como Stefan Grygelko, foi ator, drag queen, empreendedor, ativista, dono do The Oasis, teatro e cabaré localizado no distrito SOMA de São Francisco[181] e cofundador do Mother (anteriormente TrannyShack), o show de drag mais antigo de São Francisco.